# Тимошкіно (Дєдовицький район)
Тимошкіно (рос. Тимошкино) — присілок в Дєдовицькому районі Псковської області Російської Федерації.
Населення становить 38 осіб. Входить до складу муніципального утворення Пожеревицька волость.

## Історія
Від 2015 року входить до складу муніципального утворення Пожеревицька волость.

## Населення
| 2001 | 2002 | 2010 |
| ---- | ---- | ---- |
| 60   | ↘48  | ↘38  |